# Абай (Аральський район)
Аба́й (каз. Абай) — село у складі Аральського району Кизилординської області Казахстану. Адміністративний центр Каракумського сільського округу.
У радянські часи село називалось Колхоз імені Абая.
Населення — 2108 осіб (2021; 2206 у 2009, 2047 у 1999, 2072 у 1989).